# Chionaema trigutta
Chionaema trigutta är en fjärilsart som beskrevs av Walker 1854. Chionaema trigutta ingår i släktet Chionaema och familjen björnspinnare. Inga underarter finns listade i Catalogue of Life.